# À bout de souffle, made in USA
Pour les articles homonymes, voir Breathless.
Pour plus de détails, voir Fiche technique et Distribution.
À bout de souffle, made in USA (Breathless) est un film américain réalisé par Jim McBride, sorti en 1983.

## Synopsis
Malfrat de petite envergure, Jesse choisit une voiture au hasard, force la serrure, monte à bord et file dans la nuit pour aller retrouver la belle Monica qui vit à Los Angeles. Comme il roule à vive allure, un policier se lance à sa poursuite. Pour s'en débarrasser, Jesse s'empare d'un pistolet trouvé dans le véhicule, et tire... Arrivé à L.A., le jeune homme n'a qu'une idée en tête : retrouver sa bien-aimée. Une fois qu'il aura récupéré l'argent que lui doit Berrutti, Jesse compte gagner le Mexique avec la jeune fille. Mais les choses ne se passent pas comme prévu. Jeune étudiante de bonne famille, Monica hésite un peu à partager la vie de bohème du jeune homme. Par les médias, ce dernier apprend qu'il est recherché. Que doit-il faire ? Fuir ou rester avec l'élue de son cœur, quoi qu'il lui en coûte ?...

## Fiche technique
- Titre français : À bout de souffle, made in USA
- Titre original : Breathless
- Réalisation : Jim McBride
- Scénario : L. M. Kit Carson et Jim McBride, d'après le film À bout de souffle de Jean-Luc Godard
- Musique : Jack Nitzsche
- Photographie : Richard H. Kline
- Montage : Robert Estrin
- Production : Martin Erlichman
- Sociétés de production : Breathless Associates, Cinema '84 & Miko Productions
- Société de distribution : Orion Pictures
- Pays de production :  États-Unis
- Langue : Anglais
- Format : Couleur - Mono - 35 mm - 1.85:1
- Genre : Drame, Action
- Durée : 96 min
- Date de sortie :
  - États-Unis : 13 mai 1983
  - France : 22 juin 1983
- Affiches : Bill Gold (États-Unis), Michel Landi (France)

## Distribution
- Richard Gere (VF : Lambert Wilson) : Jesse
- Valérie Kaprisky (VF : elle-même) : Monica
- William Tepper (en) (VF : Hervé Bellon) : Paul
- John P. Ryan (VF : Pierre Hatet) : Le lieutenant Parmental
- Art Metrano (VF : Marc de Georgi) : Birnbaum
- Garry Goodrow (VF : Claude Joseph) : Tony Berrutti
- Robert Dunn (VF : Bernard Alane) : Le sergent Enright
- Miguel Piñero (VF : Serge Lhorca) : Carlito
- Waldemar Kalinowski (VF : Georges Poujouly) : Tomachoff
- Eugène Lourié (VF : Georges Aubert) : Dr. Boudreaux
- Lisa Jane Persky (VF : Maïk Darah) : La vendeuse
- Jack Leustig : Le policier de la route
- James Hong : L'épicier

## Commentaire
Remake du fameux film de Jean-Luc Godard, le film en change certaines attitudes : Monica est moins décidée à se séparer de son ami que ne l'est Patricia ; l'enracinement américain est illustré par nombre de détails.